# Echiniscidae
Famille
Les Echiniscidae sont une famille de tardigrades. 

## Classification
Selon Degma, Bertolani et Guidetti, 2016 :
- Acanthechiniscus Vecchi, Cesari, Bertolani, Jönsson, Rebecchi & Guidetti, 2016
- Antechiniscus Kristensen, 1987
- Bryochoerus Marcus, 1936
- Bryodelphax Thulin, 1928
- Cornechiniscus Maucci & Ramazzotti, 1981
- Diploechiniscus Vicente, Fontoura, Cesari, Rebecchi, Guidetti, Serrano & Bertolani, 2013
- Echiniscus Schultze, 1840
- Hypechiniscus Thulin, 1928
- Mopsechiniscus Du Bois-Reymond Marcus, 1944
- Multipseudechiniscus Schulte & Miller, 2011
- Novechiniscus Kristensen, 1987
- Parechiniscus Cuénot, 1926
- Proechiniscus Kristensen, 1987
- Pseudechiniscus Thulin, 1911
- Testechiniscus Kristensen, 1987

## Publication originale
- Thulin, 1928 : Über die Phylogenie und das System der Tardigraden. Hereditas, vol. 11, no 2/3, p. 207-266.